# タノムサク鳥羽
タノムサク鳥羽（タノムサクとば、1975年7月14日 - ）は、日本の男性プロレスラー、元キックボクサー。茨城県土浦市出身。本名は羽鳥 誠。身長175cm、体重65kg。所属は喧嘩プロレス二瓶組、DDTプロレスリングを経て現在フリー。

## 人物
グローブを装着してプロレスの試合に臨むというレスラーとしては類を見ないスタイルが特徴。DDTにおいては、2000年よりMIKAMIとのタッグチーム「スーサイド・ボーイズ」を結成しており、2010年現在、DDTでもっとも息の長いタッグチームとなっている。
2008年、DDTの別ブランド「ハードヒット」では、真剣のバチバチファイトを展開し、キックボクサーは伊達ではないことを証明している。
また、かなりのAV評論家でもあり、雑誌連載やAV企画、監督も手がけている。また、それによってAVメーカーがスポンサーにつくなどしている。
2010年からはDDTの映像編集業務も手がけている。2011年1月、DDTとの契約更改において映像編集業に力を入れたいとして更新せず契約満了、フリーとなる。その後もDDTには継続参戦し、のちにガンバレ☆プロレスにもレギュラー参戦するようになる。
キックボクシングのみならずムエタイにも詳しく、度々タイへ旅行へ行っている。我闘雲舞がタイで興行を行った際にはリングの調達で協力をした。
桜井"マッハ"速人がかつて主宰していたマッハ道場巣鴨支部でキックの指導員をしていたこともある。
リングネームはタイのプロボクサー「タノムサク・シスボーベー 」からとったものである。またプロレスゲーム「ファイヤープロレスリングＺ」にて鳥羽のモデルキャラとして「シスボーベー古賀」が登場している。

## タイトル歴
DDTプロレスリング
- 第6・10・17・19・26代KO-Dタッグ王座

パートナーはMIKAMI×2→佐々木貴→諸橋晴也×2。
- 第7代KO-D10人タッグ王座

パートナーはポイズン澤田JULIE、佐々木貴、GENTARO、MIKAMI
- 第259・262・736・917代アイアンマンヘビーメタル級王座
- 第2代大森夢フェア認定世界大森級王座